# Katafalk

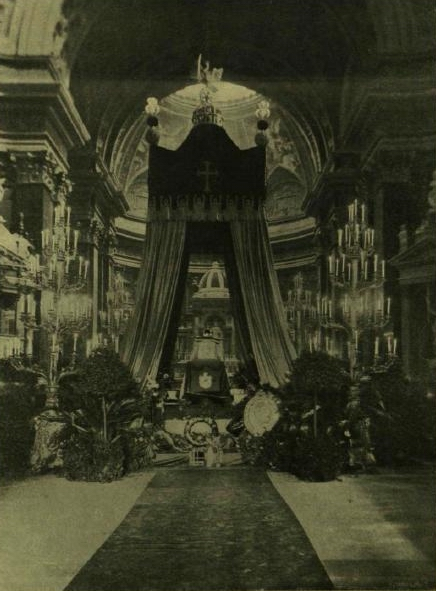
En ungersk katafalk vid en begravning 1906

Katafalk är ett upphöjt underlag för en likkista. Den kan också utgöras av en vagn eller liknande plattform.